# Palesisa aureola
Palesisa aureola är en tvåvingeart som beskrevs av Richter 1974. Palesisa aureola ingår i släktet Palesisa och familjen parasitflugor. Inga underarter finns listade i Catalogue of Life.